# San Carlo alle Quattro Fontane
San Carlo alle Quattro Fontane är en kyrkobyggnad i Rom, helgad åt den helige Carlo Borromeo, ärkebiskop och kardinal. Kyrkan är belägen på Quirinalen i Rione Monti och tillhör församlingen Santi Vitale e Compagni Martiri in Fovea.

## Beskrivning
Kyrkan kallas "San Carlino" på grund av sin intima storlek. Den är ritad av Francesco Borromini och uppfördes mellan 1638 och 1641. San Carlo konsekrerades av kardinal Ulderico Carpegna den 14 oktober 1646. Kyrkans fasad fullbordades dock inte förrän 1682, femton år efter Borrominis död. ”Quattro Fontane” syftar på de fyra väggfontäner som är placerade i vart och ett av gathörnen i korsningen intill kyrkan.
Kyrkans fasad avdelas i två våningar av en kraftigt profilerad gördelgesims. Fasadens formspråk är ett tydligt exempel på Borrominis preferens för växelspelet mellan konvexa och konkava ytor. I nedervåningens centralnisch står en staty föreställande Carlo Borromeo, utförd av Antonio Raggi 1675.
Borromini fick i uppdrag av spanska trinitarier att uppföra San Carlo-kyrkan på en mycket avgränsad och oregelbunden hörntomt. Planlösningen är följaktligen komplicerad och därtill epokgörande i arkitekturens historia.

## Bilder
| - Del av fasaden. - Interiören med kolonner och entablement. - Högaltaret. - Grundplanen. - Kupolen. - Klostergården. |